# Anguliphantes maritimus
Anguliphantes maritimus är en spindelart som först beskrevs av Andrei V. Tanasevitch 1988.  Anguliphantes maritimus ingår i släktet Anguliphantes och familjen täckvävarspindlar. Inga underarter finns listade i Catalogue of Life.